# Aikido
Ajkído (japonsko kanji: 合気道, hiragana: あいきどう) je defenzivna borilna veščina in predstavlja obliko samoobrambe. Pri ajkidu sta odločilni telesna izurjenost ter sposobnost izrabe energije in moči nasprotnika. Umetnost obrambe z ajkidom ni uporaba sile, pač pa upoštevanje zakona o ravnotežju, pravilno gibanje in uporaba vzvodov. S hitrimi, predvsem krožnimi gibi privedemo nasprotnika iz ravnotežja ter mu s tehniko metov in vzvodov preprečimo nadaljnji napad.

## Ime
Sama beseda Aikido je ideogram, sestavljen iz:
- 合 - AI - harmonija
- 気 - KI - duhovna (notranja) moč
- 道 - DO - pot

Dobesedni prevod besede Aikido je »harmonija energija pot«, lahko pa prevedemo tudi kot, »način harmonije duha«, je gendai budo — moderna Japonska borilna veščina. Ljudjem, ki trenirajo ajkido se reče tudi ajkidoka. Ajkido je, v letih 1930 do 1960, razvijal Morihei Uešiba (植芝盛平) (med ajkidokami znan tudi kot o-sensei (翁先生). Glavni del ajkida se je razvil pretežno iz Daito rju aiki-jujutsuja (大東流合気柔術), verzije jujutsu-ja in kenjutsuja (剣術), japonske tehnike mečevanja (nekateri verjamejo, da je na taktiko Ajkida vplivala znana šola mečevanja Yagyū Shinkage-ryū). Za ajkido je tudi značilno, da vsebuje pomembno duhovno komponento.

## Zgodovina
Ime ajkido je sestavljen iz treh japonskih črk 合気道, v latinščini jih pišemo kot: ai, ki in do. Največkrat jih prevajamo kot povezanost, univerzalna energija in pot, tako da lahko ajkido prevedemo kot »pot povezanosti z univerzalno energijo«. Druga običajna razlaga znakov je harmonija, duh in pot, torej lahko akido pomeni tudi »pot duhovne harmonije«. Obe interpretaciji namigujeta, da so ajkido tehnike razvite z namenom kontrole napadalca s pomočjo kontrole in preusmeritve njegove energije, namesto blokiranja le te. Ajkido lahko primerjamo s prožno vrbo, ki se upogiba z viharjem, medtem ko se močan hrast zlomi. (Korejska borilna veščina znana kot hapkido uporablja iste tri znake, zato nekateri domnevajo o zgodovinski povezavi skozi Daito-ryu, glavni izvor ajkida).
Morihei Ueshiba je razvil ajkido predvsem iz Daito-ryu aikijutsu, vključujoč gibanja, ki se uporabljajo pri treningih z yari (kopje), jo (kratka palica) in verjetno tudi juken (bajonet). Nedvomoma pa je največji vpliv na gibanje pustila uporaba katane (meč). Ajkidoka se giblje podobno kot goloroki mečevalec. Ajkido udarca shomenuchi in yokomenuchi izhajata iz napadov s hladnim orožjem, zato je tudi obramba pred napadom podobna obrambi z odvzemom orožja. Nekater šole ajkida sploh ne uporabljajo orožja za trening, druge, kot recimo Iwama Ryu pa namenijo precejšen del treninga tehnikam z bokkenom (leseni meč), jo (palica) in tanto (nož). V nekaterih smereh ajkida se lahko vse tehnike izvaja tako z orožjem, kot brez.
Ajkido je na zahod prvi prinesel Minoru Mochizuki leta 1951, ko je obiskal Francijo. Leta 1953 je v Združene države Amerike odšel Kenji Tomiki in kmalu za njim, še istega leta, Koichi Tohei. Naslednje je bilo Združeno kraljestvo 1955, ter leta 1965 še Nemčija in Avstralija. Danes je po celem svetu že veliko ajkido dojov, kjer je možno trenirati.

## Tehnika
Ajkido vključuje širok spekter tehnik, ki temeljijo na načelu energije in gibanja, da preusmerijo in nevtralizirajo napad, ter za kontrolo nad napadalci. Ker ajkido tehnike dovoljujejo veliko gibanja med izvajanjem, ter tudi zaradi drugih razlogov, nekateri menijo, da je ajkido še posebno primeren za obrambo pred več napadalci. Z znanjem ajkida na višji stopnji, se lahko obranimo, ne da bi resneje poškodovali napadalca. Pri pravilni izvedbi tehnike, velikost in moč napadalca nista pomembna, da je le ta učinkovita.

### Trening
Metode treniranja se razlikujejo glede na organizacije in celo med različnimi doji znotraj iste organizacije. V osnovi pa treningi potekajo tako, da učitelj kaže tehnike, učenci pa ponavljajo za njim. Trenira se s pomočjo vzajemne tehnike, kjer je poudarek na vstopu in sodelovanju (harmonizacija) z napadom, ne pa nasprotovanju in blokiranju napada. Trenira se v paru. Uke (napadalec), prejemnik tehnike, imitira napad na nage ali tori, ki ga nevtralizira z ajkido tehniko. Uke in nage imata enako pomembno vlogo. Ukejeva naloga je, da čim bolj realno napada, uporablja pravilni položaj, da se ne poškoduje, ter da se nauči pravilne tehnike s tem, ko sam občuti vzvode in izgubo ravnotežja, ki ga ustvari Nage s pravilno izvedbo tehnike. Nagejeva naloga je, da se »združi« z napadom in ga nevtralizira, ter onemogoči Ukeja, da bi nadaljeval z napadi. S tem Nage simultano razvije občutek za ravnotežje in kontrolo pri izvedbi ajkido tehnike. Zato morajo učenci prakticirati obe pozicije, da si razvijejo pravilen občutek za tehniko. Pri o-senseijevemu pouku so bili vsi njegovi učenci Uke, dokler ni menil, da že dovolj poznajo tehnike, da so lahko Nage. Gibanje, zavest, natančnost, distanca ter časovna usklajenost so pomembni dejavniki pri izvedbi tehnik in napredovanju učenca od toge »telovadbe« do tekočega in uporabnega znanja. Sčasoma začnejo učenci prakticirati tudi jiyu-waza (prosti napad) in /ali randori (več napadalcev), kjer je napade težje predvideti. Večina šol uporablja metode treniranja, kjer poiskuša Uke izvesti kontra-tehniko ali kaeshi-waza.
O-Sensei ni dopuščal tekmovanja pri treningih, ker so nekatere tehnike prenevarne. Poleg tega pa je menil, da tekmovalnost škodi pri razvoju dobrega karakterja v učencih. Večina stilov ajkida spoštuje to tradicijo, čeprav so pri Tomiki Aikido (imenovan tudi Shodokan Ajkido glej Stile) že zgodaj začeli s tekmami. Pri Ki-Aikidu vsake toliko časa organizirajo tekmovanje v formah (taigi).

#### Obramba
Temelj ajkido tehnik je največkrat v porušitvi napadalčevega ravnotežja ter vzvodih na sklepih. Večino ajkido tehnik se izvaja, odvisno od situacije, kot tehnike metov (nage-waza) ali kontrol (katame-waza). Največkrat se za izvedbo uporablja vstop irimi in obrat tenkan, udarec atemi pa le redko. Uporaba tehnik udarcev se razlikuje glede na organizacije in včasih tudi posamezne klube. V nekaterih klubih so udarci del tehnike, z njim odvrnemo pozornost («šokiramo« nasprotnika) ter lažje izvedemo tehniko, medtem ko drugje uporabljajo udarce v bolj »destruktivne« namene. O-Sensei je pri opisovanju tehnike Ikkyo napisal: »…najprej trešči v oko.« (čeprav je pri tem lahko mislil na gibanje pri klasični tehniki obrambe pred udarcem od zgoraj z Ikkyo izvedbo, kjer potisnemo napadalčev komolec proti njegovi glavi). Pogosto slišimo, da ajkido vsebuje samo obrambne tehnike, ter da napadi, ki se izvajajo, niso del ajkida. Ta trditev je iz zgodovinskega pogleda vprašljiva, vendar se večina ajkidok dandanes posveča predvsem obrambnim tehnikam.

#### Napad
V zgodnjih letih, ko je O'Sensei začenjal učiti svojo novo veščino – ajkido, se je od novih učencev pričakovalo, da so poznavalci kakšne druge borilne veščine (največkrat veščine, kjer se uporabljajo udarci). Glede na to, v ajkido dojih ne posvečajo velike pozornosti samim udarcem. Učenci se naučijo različnih napadov z učenjem ajkido tehnik, ki se izvajajo na le te. Čeprav se napade malokdaj trenira s tako intenziteto kot pri bolj »agresivnih« borilnih veščinah, je za pravilno izvedbo tehnike potreben tudi pravilen (realen) napad. »Pošten« napad je udarec usmerjen v cilj (se ne konča 5 cm pred ciljem, ali gre mimo) ali močan, vendar nevtralen (ne vlečemo niti ne porivamo) prijem. Hitrost napada varira glede na znanje in izkušnje »Nage« (partner, ki izvaja tehniko). Ne glede na hitrost napada, mora ta vsebovati resen namen udarca ali kontrole (prijema).
Pri treningu ajkida napadalec uporablja različne stilizirane udarce in prijeme kot so: shomenuchi (vertikalni udarec v glavo), yokomenuchi (poševni udarec v vrat ), munetsuki (udarec s pestjo), ryotedori (prijem z obema rokama) ali katadori (prijem za ramena). Večina udarcev predstavlja napad z mečem ali drugim orožjem. Včasih se uporabljajo tudi nožni udarci, vendar ti niso del običajnih treningov.
V ajkido tehnike so vključeni tudi udarci ali atemi, čeprav se pomen le teh razlikuje od šole do šole. Nekateri uporabljajo atemi kot udarec v vitalno točko z namenom večje učinkovitosti ajkido tehnike, medtem ko jih drugje uporabljajo za šokiranje napadalca, posebno, kadar so namerjeni v obraz. Poleg udarcev s pestjo (ali dlanjo) in nogo se izvajajo tudi udarci z rameni in laktom. Nekateri meti so manj učinkoviti, če se ne uporabljajo z atemi.

#### Orožje
Orožja, ki se običajno uporabljajo pri treningih ajkida so jo (kratka palica), bokken (leseni meč) in tanto (leseni nož). Trenira se obramba pred orožjem in ponekod tudi uporaba orožja.
Precej šol uporablja Morihiro Saito-ova aiki-jo in aiki-ken sistema treninga z orožjem. Sistem je sestavljen iz prostih kat ter vaj v parih s palico (jo) in lesenim mečem (boken). Nekatere šole uporabljajo kate, ki izvirajo iz starejših šol mečevanja. Le nekaj ajkido mojstrov, kot sta Mitsugi Saotome in Kazuo Chiba, je razvilo lasten sistem vadbe z orožjem.